# Cosmo4
Le Cosmo4 erano un girl group svedese attivo fra il 2004 e il 2008 e formato da Yasmine Qin, Ulrika Liljeroth, Jenny Rogneby e Rudina Hatipi (che ha rimpiazzato Carin da Silva).

## Carriera
L'idea alla base delle Cosmo4 era quella di creare un gruppo in cui ogni componente avesse un'origine diversa: Ulrika Liljeroth è svedese, Jenny Rogneby è per metà etiope, Yasmine Qin è cinese, e Rudina Hatipi è kosovara. Altre componenti che hanno fatto parte della formazione originale erano Carin da Silva, Lisa Börjesson e Johanna (queste ultime due hanno lasciato il gruppo dopo il primo singolo nel 2004).
Le Cosmo4 hanno debuttato nel 2004 con il singolo Mexico, che ha raggiunto il 19º posto nella classifica svedese. Nel 2006, sotto una nuova etichetta discografica, è uscito il secondo singolo Peek-a-Boo, che si è fermato al 29º posto in classifica, seguito dal maggior successo del gruppo, Adios amigos, che ha raggiunto la 5ª posizione.
Il gruppo ha partecipato a Melodifestivalen 2007, il programma di selezione del rappresentante svedese all'Eurovision Song Contest, presentando il loro quarto singolo What's Your Name?. Anche se non si sono qualificate dalla semifinale, il brano ha raggiunto la 12ª posizione in classifica. Nel 2008 è uscito il loro album di debutto, Around the World.

## Discografia

### Album in studio
- 2008 – Around the World

### Singoli
- 2004 – Mexico
- 2006 – Peek-a-Boo
- 2006 – Adios amigos
- 2007 – What's Your Name?